# Hetaeria latipetala
Hetaeria latipetala är en orkidéart som beskrevs av Rudolf Schlechter. Hetaeria latipetala ingår i släktet Hetaeria och familjen orkidéer.

## Underarter
Arten delas in i följande underarter:
- H. l. latipetala
- H. l. longirostris